# Оскар (кинопремия, 1938)
Юбилейная 10-я церемония награждения кинопремии «Оскар» прошла 10 марта 1938 года.

## Полный список номинантов и победителей
Победители выделены жирным шрифтом.

### Лучший фильм
- «Жизнь Эмиля Золя» — Warner Bros.
  - «В старом Чикаго» — 20th Century Fox
  - «Ужасная правда» — Columbia Pictures
  - «Дверь на сцену» — RKO Radio
  - «Благословенная земля» — Metro-Goldwyn-Mayer
  - «Звезда родилась» — Selznick International Pictures
  - «Отважные капитаны» — Metro-Goldwyn-Mayer
  - «Потерянный горизонт» — Columbia Pictures
  - «Тупик» — Samuel Goldwyn Productions
  - «Сто мужчин и одна девушка» — Universal

### Лучшая режиссёрская работа
- Лео МакКери — «Ужасная правда»
  - Сидни Франклин — «Благословенная земля»
  - Уильям Дитерле — «Жизнь Эмиля Золя»
  - Грегори Ла Кава — «Дверь на сцену»
  - Уильям А. Веллман — «Звезда родилась»

### Лучшая работа ассистента режиссёра
- Роберт Уэбб — «В старом Чикаго»
  - Расс Сандерс — «Жизнь Эмиля Золя»
  - Чарльз Коулман — «Потерянный горизонт»
  - Эрик Стэйси — «Звезда родилась»
  - Хэл Уокер — «Души в море»

### Лучший актёр
- Спенсер Трейси — «Отважные капитаны»
  - Шарль Буайе — «Мария Валевска»
  - Фредрик Марч — «Звезда родилась»
  - Роберт Монтгомери — «Когда настанет ночь»
  - Пол Муни — «Жизнь Эмиля Золя»

### Лучшая актриса
- Луиза Райнер — «Благословенная земля»
  - Грета Гарбо — «Дама с камелиями»
  - Джанет Гейнор — «Звезда родилась»
  - Ирен Данн — «Ужасная правда»
  - Барбара Стэнвик — «Стелла Даллас»

### Лучший актёр второго плана
- Джозеф Шильдкраут — «Жизнь Эмиля Золя»
  - Ральф Беллами — «Ужасная правда»
  - Томас Митчелл — «Ураган»
  - Генри Байрон Уорнер — «Потерянный горизонт»
  - Роланд Янг — «Топпер»

### Лучшая актриса второго плана
- Элис Брейди — «В старом Чикаго»
  - Клер Тревор — «Тупик»
  - Мэй Уитти — «Когда настанет ночь»
  - Андреа Лидс — «Дверь на сцену»
  - Энн Ширли — «Стелла Даллас»

### Лучший оригинальный сюжет
- «Звезда родилась» — Роберт Карсон, Уильям Веллман
  - «Жизнь Эмиля Золя» — Хайнц Хэралд, Геза Хэрчег
  - «Сто мужчин и одна девушка» — Ханс Крели
  - «Чёрный легион» — Роберт Лорд
  - «В старом Чикаго» — Нивен Буш

### Лучший адаптированный сценарий
- «Жизнь Эмиля Золя» — Хайнц Хэралд, Геза Хэрчег, Норман Рэйн
  - «Ужасная правда» — Винья Дельмар
  - «Отважные капитаны» — Марк Коннелли, Джон Ли Мэин, Дэйл Ван Эвери
  - «Дверь на сцену» — Морри Рискинд, Энтони Вейллер
  - «Звезда родилась» — Дороти Паркер, Алан Кэмпбелл, Роберт Карсон

### Лучшая работа художника-постановщика
- «Потерянный горизонт» — Стивен Гуссон
  - «Души в море» — Ханс Драйер, Роланд Андерсон
  - «Тупик» — Ричард Дэй
  - «Девичьи страдания» — Кэрролл Кларк
  - «Мария Валевска» — Седрик Гиббонс, Уильям А. Хорнинг
  - «Вог 1938-го года» — Александр Толубофф
  - «Узник крепости Зенда» — Лайл Р. Уиллер
  - «Крошка Вилли Винки» — Уильям С. Дарлинг, Дэвид С. Холл
  - «Манхэттенская карусель» — Джон Виктор Маккей
  - «Жизнь Эмиля Золя» — Антон Грот
  - «Каждый день праздник» — Уиард Инен
  - «You’re a Sweetheart» — Джек Оттерсон

### Лучшая операторская работа
- «Благословенная земля» — Карл Фройнд
  - «Тупик» — Грегг Толанд
  - «Крылья над Гонолулу» — Джозеф Валентайн

### Лучший звук
- «Ураган»
  - «Сто мужчин и одна девушка»
  - «Топпер»
  - «Майские дни»
  - «В старом Чикаго»
  - «Жизнь Эмиля Золя»
  - «Потерянный горизонт»
  - «Новые высоты»
  - «The Girl Said No»
  - «Wells Fargo»

### Лучший монтаж
- «Потерянный горизонт»
  - «Сто мужчин и одна девушка»
  - «Отважные капитаны»
  - «Ужасная правда»
  - «Благословенная земля»

### Лучшая оригинальная музыка к фильму
- «Сто мужчин и одна девушка»
  - «Ураган»
  - «Майские дни»
  - «Загадай желание»
  - «Души в море»
  - «В старом Чикаго»
  - «Жизнь Эмиля Золя»
  - «Потерянный горизонт»
  - «Узник крепости Зенда»
  - «Достойная улица»
  - «Белоснежка и семь гномов»
  - «Путь с Запада»
  - «Portia on Trial»
  - «Something to Sing About»

### Лучшая песня к фильму
- «Sweet Leilani» — «Свадьба на Вайкики»
  - «Remember Me» — «Mr. Dodd Takes the Air»
  - «That Old Feeling» — «Вок 1938-го года»
  - «They Can’t Take That Away From Me» — «Давайте потанцуем»
  - «Whispers In the Dark» — «Художники и модели»

### Лучший хореограф
- Гермес Пан — «Девичьи страдания»
  - Сэмми Ли — Али-баба отправляется в город
  - Дэйв Гулд — «День на скачках»
  - ЛеРой Принз — «Свадьба на Вайкики»
  - Гарри Лози — «Тонкий лёд»
  - Бобби Коннолли — «Ready, Willing and Able»
  - Басби Беркли — «Varsity Show»

### Лучший анимационный короткометражный фильм
- «The Old Mill»
  - «Educated Fish»
  - «The Little Match Girl»

### Лучший короткометражный фильм
- «The Private Life of the Gannets»
  - «A Night At the Movies»
  - «Romance of Radium»

### Лучший короткометражный фильм, снятый на две бобины
- «Torture Money»
  - «Deep South»
  - «Should Wives Work?»

### Лучший цветной короткометражный фильм
- «Penny Wisdom»
  - «The Man Without a Country»
  - «Popular Science»

### Награда имени Ирвинга Тальберга
- Дэррил Ф. Занук

### Награда за выдающиеся заслуги
- Мак Сеннет
- Эдгар Берген
- Уильям Говард Грин
- Museum of Modern Art Film Library

## Интересные факты
- Проведение церемонии было отложено на неделю в связи с разрушительным наводнением в Лос-Анджелесе.